# Alexándra Asimáki
Alexándra Asimáki (en grec moderne : Αλεξάνδρα Ασημάκη), née le 28 juin 1988, est une joueuse de water-polo grecque, considérée comme l'une des meilleures joueuses de water-polo au monde du XXIe siècle.
Elle a fait partie de l'équipe nationale féminine grecque de water-polo qui a remporté la médaille d'or au championnat du monde 2011 qui s'est déroulé à Shanghai en juillet 2011. Après sa performance exceptionnelle dans ce tournoi, elle est nommée meilleure joueuse européenne et mondiale de water-polo de l'année 2011 (en),.